# Asma al-Assad

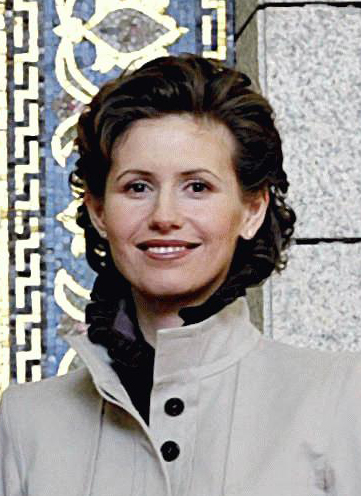
Asma al-Assad (2003)

Asma al-Assad (arabisch أسماء الأسد, DMG Asmāʾ al-Asad), geborene Asma Fawwaz al-Achras / أسماء فواز الأخرس / Asmāʾ Fauwāz al-Aḫras (* 11. August 1975 in London), ist die in Großbritannien aufgewachsene syrisch-britische Ehefrau des ehemaligen Diktators Baschar al-Assad; sie war von 2000 bis 2024 die First Lady Syriens.

## Werdegang
Asma al-Assads Vater Fawwaz Achras, ein in London lebender und praktizierender Kardiologe, stammt ursprünglich aus einer einflussreichen sunnitischen Familie aus dem syrischen Homs. Sie wuchs in London im Stadtteil West Acton auf und besuchte dort trotz ihrer muslimischen Herkunft eine Bekenntnisschule der Church of England, die Mädchenschule Queen’s College, und wechselte später auf eine bekenntnisunabhängige Schule, an der sie ihren Spitznamen „Emma“ erhielt. Nach ihrem Abschluss studierte sie Informatik und Französische Literatur am King’s College London.
Nach ihrem Studium arbeitete al-Assad als Finanzanalystin für die Deutsche Bank und JPMorgan Chase & Co.

## Ehe mit Baschar al-Assad
Vermutlich lernte Asma ihren späteren Ehemann Baschar al-Assad während dessen Studienaufenthalts in London in den frühen 1990er Jahren kennen. Bekannt ist nur, dass die beiden auch nach Baschars Rückkehr nach Syrien 1994 in Kontakt blieben. Die Heirat im Dezember 2000, kurz nach Baschar al-Assads Regierungsantritt, fand für Außenstehende überraschend statt. Aus der Ehe gingen drei Kinder hervor. Asma al-Assad spielte im Gegensatz zu ihrer Vorgängerin als First Lady, Anisa Machluf, eine öffentlich sichtbarere Rolle, was zeitweilig zu Konflikten mit ihrer Schwägerin Buschra al-Assad führte.
Im April 2012 appellierten die Ehefrauen des deutschen und des britischen UN-Botschafters in Form eines eindrücklichen Internet-Videos an al-Assad, sich für ein Ende des Blutvergießens im Bürgerkrieg in Syrien einzusetzen. In ihrem ersten TV-Interview nach Ausbruch des Syrischen Bürgerkrieges gab sie an, mehrmals Angebote erhalten zu haben, das Land mit ihren Kindern verlassen zu können. Die Angebote stammten jedoch nicht von Syrern. Darüber hinaus erhob sie Vorwürfe gegenüber dem Westen, der die schwere humanitäre Lage durch Sanktionen erst möglich gemacht habe und damit Schuld an den wirtschaftlichen Folgen trage, die überwiegend das syrische Volk treffen. Ihr Auslands-Vermögen wurde durch die USA, die EU und Großbritannien im Rahmen der Sanktionen gegen die syrische Regierung eingefroren.
Im Verlauf des Umsturzes in Syrien Anfang Dezember 2024 floh sie mit ihren Kindern aus Damaskus nach Russland. Auch ihr Ehemann Baschar al-Assad verließ unmittelbar vor der Machtübernahme der syrischen Rebellengruppe HTS das Land und reiste nach Moskau, wo die Familie politisches Asyl erhielt. In Moskau besitzt die Familie mehrere Immobilien.

## Privates
Im August 2018 wurde bekannt, dass al-Assad an Brustkrebs erkrankt sei. Sie gab 2019 an, wieder genesen zu sein. Im Mai 2024 wurde eine Leukämie-Erkrankung bekannt gegeben. Asma al-Assad ist weiterhin britische Staatsbürgerin, eine Einreise nach Großbritannien wird ihr aber aufgrund eines seit 2020 abgelaufenen Reisepasses verweigert.